# 화요일에 만나요
《화요일에 만나요》는 대한민국의 종합편성채널인 TV조선에서 화요일에 방영된 예능 프로그램이다.

## 소개
- <화요일은 밤이 좋아> 언택트 출연으로 만났던 일반인 사연자를 미스트롯2 멤버들이 직접 만나러 찾아간다! 퇴근길 집 앞까지 함께 드라이브하며, 소소한 일상 이야기부터 라이브 노래까지!

## 방송 시간
| 방송 채널 | 방송 기간                           | 방송 시간                       | 비고   |
| --------- | ----------------------------------- | ------------------------------- | ------ |
| TV조선    | 2021년 10월 29일 ~ 2021년 11월 26일 | 매주 금요일 밤 10시 ~ 10시 30분 | 본방송 |
| TV조선    | 2021년 12월 7일 ~ 2022년 1월 18일   | 매주 화요일 밤 10시 ~ 10시 30분 | 본방송 |

## 출연진
- 양지은
- 홍지윤
- 김다현
- 김태연
- 김의영
- 별사랑
- 은가은
- 강혜연
- 황우림
- 허찬미
- 윤태화

## 참고 사항
- 매주 금요일 밤에 한동안 대체 편성되었으며, 내 딸 하자 특별판으로 편성했다.